# Squier Bullet
La Squier Bullet è una chitarra elettrica che emula la Fender Stratocaster e la Squier Stratocaster, ma con delle modifiche per ridurre il costo e incrementare le vendite di chitarre. 	
Come la Squier Stratocaster, non è considerata una copia della Fender Stratocaster perché è prodotta da Squier, una filiale della Fender e quindi ancora mantenuta sotto la marca della Fender.

## La Squier Bullet originale (anno 1956)
La Squier Bullet attuale non deve essere confusa con questo modello unico, prodotto durante gli anni 80 in Giappone. Mentre lo sguardo generale era vagamente rievocativo della Strat ed è similmente caratterizzato da tre pickup single-coil, la Bullet degli anni '80 aveva un body più piccolo senza sagomature (qualcosa come una Musicmaster/Duosonic ma con i due "corni" più pronunciati), un manico stile Telecaster e con elettronica semplificata. Un'altra variante della Bullet è caratterizzata da pickup humbucking e nessun pickguard per un look SuperStrat.

## Special Edition
Un'edizione speciale della Bullet di Squier è rivestita con un azzurro metallico anziché blu baltico, il pickguard nero anziché bianco e un singolo pickup humbucker situato vicino al ponte anziché tre pickup machine-wound single-coil. Inoltre sostituisce la manopola del volume, due manopole di tono e l'interruttore a cinque posizioni con una singola manopola nera del volume.

## Fuori produzione
Ci sono state molte lamentele riguardo alla qualità della Squier Bullet negli anni 2005, 2006 e inizio 2007, soprattutto per ciò che riguarda l'utilizzo del compensato per la costruzione del corpo. Così il modello è uscito di produzione nella prima parte del 2007.

## Ritorno in produzione
Alla fine di settembre 2007 la Squier reintrodusse la Bullet, questa volta con il nome di "Squier Bullet Strat". La nuova Bullet ha caratteristiche diverse dalla precedente: innanzitutto ponte con tremolo, corpo in tiglio (anziché in compensato come il precedente modello), tastiera in palissandro, manico in acero e 3 pick-up single coil.